# Ercole Bevilacqua (ingegnere)

Stemma dei Bevilacqua.

Ercole Bevilacqua (Mantova, XVII secolo – Mantova, ...) è stato un ingegnere italiano.

## Biografia
Era figlio del conte Giuseppe e di Lucrezia Bemardi. Ingegnere idraulico al servizio dei Gonzaga, venne nominato sovrintendente delle acque e delle degagne del ducato di Mantova. Dopo la caduta dei Gonzaga, nel 1708 rimase al servizio dell'Austria.

## Opere
- Informazione sopra gli argini, gli sgoli ed adacquamenti dello Stato mantovano, Mantova, 1734
- Informazione sopra gli sgoli ed adacquamenti dello Stato Mantovano e Informazione alli Signori Giudici ed Eletti delle digagne del Ducato di Mantova